# Adamów (gromada w powiecie piotrkowskim)
Adamów – dawna gromada, czyli najmniejsza jednostka podziału terytorialnego Polskiej Rzeczypospolitej Ludowej w latach 1954–1972.
Gromady, z gromadzkimi radami narodowymi (GRN) jako organami władzy najniższego stopnia na wsi, funkcjonowały od reformy reorganizującej administrację wiejską przeprowadzonej jesienią 1954 do momentu ich zniesienia z dniem 1 stycznia 1973, tym samym wypierając organizację gminną w latach 1954-1972.
Gromadę Adamów siedzibą GRN w Adamowie utworzono – jako jedną z 8759 gromad na obszarze Polski – w powiecie piotrkowskim w woj. łódzkim, na mocy uchwały nr 35/54 WRN w Łodzi z dnia 4 października 1954. W skład jednostki weszły obszary dotychczasowych gromad Adamów, Bartodzieje, Cieśle, Janów i Podstole ze zniesionej gminy Łęki Szlacheckie w tymże powiecie. Dla gromady ustalono 12 członków gromadzkiej rady narodowej.
1 stycznia 1959 z gromady Adamów wyłączono wieś, kolonię i parcelę Bartodzieje – włączając je do gromady Przerąb w powiecie radomszczańskim, po czym gromadę Adamów zniesiono, a jej (pozostały) obszar włączono do gromad: Łęki Szlacheckie (kolonię Adamów, wieś i osadę młyńską Cieśle, osadę Gać, kolonię Janów, kolonię Nowa Huta i kolonię Dąbie Podstolskie) i Trzepnica (wieś Podstole, kolonię Grotowiec i wieś Bęczkowice Poduchowne) w powiecie piotrkowskim.